# Dorothy Stratten

Tumba donde yacen los restos de Dorothy Stratten en el cementerio Westwood Memorial Park, Los Ángeles.

Dorothy Stratten (Vancouver, Canadá; 28 de febrero de 1960 - Los Ángeles, Estados Unidos; 14 de agosto de 1980) fue una playmate y actriz canadiense.

## Biografía
En 1979 se casó con Paul Snider, un reconocido proxeneta, fue violentada y asesinada por este en un ataque de celos cuando se enteró de que Dorothy iba a abandonarlo por el director de cine Peter Bogdanovich, con el que había rodado una película y había comenzado un romance. Snider se suicidó después de disparar a su mujer con una escopeta.
La noticia afectó profundamente a Playboy, no solo por lo desgraciado del suceso, sino porque Dorothy apenas había sido nombrada playmate un año antes y era en el momento de su asesinato la playmate del año de 1980, con lo que sus vínculos con la revista eran aún muy fuertes. Participó como actriz en diversas películas como They All Laughed, de Peter Bogdanovich (1981), Galaxina (1980), como Dorothy R. Stratteny, así como en episodios de las series de televisión Buck Rogers en el siglo XXV (1979) y La isla de la fantasía (1979).

## Cultura popular
La vida de Dorothy Stratten ha sido llevada al cine en las películas Death of a Centerfold: The Dorothy Stratten Story (La muerte de una modelo) (1981), protagonizada por Jamie Lee Curtis, y Star 80 (1983), dirigida por Bob Fosse y protagonizada por Mariel Hemingway.
En 1983 Bryan Adams lanzó el disco de estudio Cuts Like a Knife bajo el sello A&M Records que, entre otros temas, incluye «The Best was yet to Come» dedicado de forma póstuma a Dorothy.
En 2011 la banda de Heavy Metal canadiense Cauldron lanzó el disco de estudio Burning Fortune bajo el sello Earache Records, que incluye el tema «Tears Have Come», dedicado a la memoria de la desaparecida playmate.
En 2022, Stratten fue interpretada por Nicola Peltz en la miniserie dramática de Hulu Welcome to Chippendales, inspirada en el libro Deadly Dance: The Chippendales Murders (2014) de K. Scot Macdonald y Patrick MontesDeOca.